# Stenoplax rugulata
Stenoplax rugulata är en blötdjursart som först beskrevs av Sowerby 1832.  Stenoplax rugulata ingår i släktet Stenoplax och familjen Ischnochitonidae. Inga underarter finns listade i Catalogue of Life.